# Pierre Bourineau
Pierre Bourineau est un architecte français, né en 1909 et mort en 1969. Il est l’auteur des plans de plusieurs villas balnéaires de La Baule et d’Angers.

## Biographie
Pierre Bourineau est né à Naintré le 2 mai 1909 et mort à Tours le 12 août 1969.
En 1956, il dessine les plans d’une maison d’Angers, au 3 rue de la Pyramide, dans le quartier Justices, qui est versée à l’Inventaire général du patrimoine culturel en 2004,.
Il est également l’auteur des plans de villas de La Baule-Escoublac telles L’Atlantide, — patrimoine exceptionnel de La Baule —, L’Horizon et Sylvia (vers 1950).